# Aragosaurus
 Aragosaurus  („Echse von Aragón“) ist eine wenig bekannte Gattung sauropoder Dinosaurier aus der Unterkreide (Oberes Hauterivium bis Unteres Barremium) Spaniens. Bisher ist lediglich ein fragmentarisches schädelloses Skelett bekannt, das aus der Castellar-Formation der spanischen Provinz Teruel stammt. Aragosaurus wurde 1987 von José Luis Sanz und Kollegen mit der einzigen Art Aragosaurus ischiaticus erstmals wissenschaftlich beschrieben.
Aragosaurus ist nach der autonomen spanischen Region Aragonien (span. Aragón) benannt. Der zweite Teil des Artnamens, ischiaticus (Ischium – Sitzbein), weist auf den besonders großen Pubis-Kamm des Sitzbeins.

## Gültigkeit
Die Abgrenzung zu anderen Gattungen gestaltet sich schwierig, da diese Gattung nicht ausreichend durch Autapomorphien (einzigartige Merkmale) definiert werden kann. Upchurch und Kollegen (2004) geben daher an, die Gültigkeit von Aragosaurus sei lediglich vorläufig.

## Systematik
Sanz und Kollegen (1987) klassifizieren Aragosaurus als einen Vertreter der Camarasauridae. Upchurch und Kollegen (2004) kommen jedoch zu dem Ergebnis, dass Aragosaurus als Eusauropoda incertae sedis (Eusauropode mit unsicherer Zuordnung) klassifiziert werden muss. Einige andere jüngere Studien schreiben Aragosaurus den Titanosauriformes zu.

## Fund
Der einzige Fund schließt Schwanzwirbel, Chevron-Knochen, Schulterblatt, Oberschenkelknochen (Femur) und Fingerknochen (Phalangen) mit einer Kralle sowie die Beckenknochen Sitzbein (Ischium) und Schambein (Pubis) mit ein.